# Iperdulia
Nella teologia cattolica, l'iperdulìa (dal greco ὑπερδουλεία, composto da ὑπέρ, /hyˈper/, e δουλεία; nel significato di «al di sopra della dulia») è il culto rivolto alla madre di Gesù, che si differenzia da quello dei santi, che viene definito semplicemente dulia (culto di livello "inferiore").
Il culto di latria (cioè di adorazione) è reso solo a Dio. Pertanto l'iperdulia rappresenta un grado di culto intermedio tra quello reso ai santi - cioè dulia o venerazione in senso stretto - e l'adorazione o latria che si rende solo al Dio creatore.
Per la fede cattolica poiché nell'unicità di Dio è presente il mistero della Santissima Trinità ed essendo questa composta da tre persone - Padre, Figlio (che poi, con l'incarnazione, si identifica in Gesù Cristo) e Spirito Santo - e considerando che con la transustanziazione il pane e il vino consacrati nell'eucaristia diventano veramente corpo e sangue di Gesù Cristo, a tale sacramento viene reso culto di latria o adorazione anziché di dulia o iperdulia.
L'importanza storica della devozione a Maria, è sottolineata anche dalla condanna del nestorianesimo (Concilio di Efeso, 431 d. C.), comune a tutte le Chiese del Cristianesimo Incarnato. 
I nestoriani erano eretici riguardo a Gesù Cristo, poiché credevano per Lui in due vere nature, umana e divina (diofisismo), ma separate. 
La loro dottrina cristologica fu dichiarata falsa ed eretica anche per il culto di Maria, chiamata da loro Madre di Cristo, e non Madre di Dio.
Infine, per la Chiesa Cattolica, Maria è l'unica del genere umano interessata da ben quattro dogmi di fede: Immacolata Concezione, Maternità divina di Maria, Verginità perpetua di Maria, Assunzione di Maria.

## Nel Concilio Vaticano II
La costituzione apostolica Lumen gentium  contiene uno dei più ampi trattati mariologici mai espressi da un concilio della Chiesa. Al capitolo 8 essa si propone di esporre l'intera dottrina cattolica riguardante la Beata Vergine Maria. 
(LG 66)
(LG  69)
Pur non menzionando esplicitamente la parola "iperdulia", il documento si riferisce a un "culto speciale" nel quale "esaltata, al di sotto del Figlio, sopra tutti gli angeli e gli uomini".